# چای‌قووشان (کلبجر)
چای‌قووشان (به لاتین: Çayqovuşan) یک منطقهٔ مسکونی در جمهوری آذربایجان است که در شهرستان کلبجر واقع شده‌است.